# Adrian Miličević
Adrian Miličević (20. srpnja 1998.), hrvatski mladi rukometni reprezentativac iz Karlovca. Igrač PPD Zagreba. Igrao za Hrvatsku na Europskom prvenstvu u rukometu M 18 2016. godine na kojem je Hrvatska igrala finale, u sastavu Radočaj, Panjan; Špruk, Koncul, Martinović, Strbad, Raguž, Lučin, Grahovac, Bahtijarević, Šarac, Jaganjac, Vusić, Miličević, Turčić, Curiš, izbornik: Luka Panza).